# Paul Janssen
Paul Adriaan Jan Janssen (12. září 1926 – 11. listopadu 2003) byl belgický vědec, farmakolog, vynálezce a obchodník, zakladatel jedné z největších farmaceutických korporací světa Janssen Pharmaceutica, která patentovala více než 80 nových léků. Čtyři z nich jsou na seznamu Světové zdravotnické organizace jako tzv. základní léky, což je světový rekord.
Působil nejprve na univerzitě v Kolíně nad Rýnem v Německu. Po návratu do Belgie pracoval na částečný úvazek v Ústavu farmakologie na Univerzitě v Gentu, pod vedením nositele Nobelovy ceny Corneille Heymanse. Zde založil na univerzitě vlastní výzkumnou laboratoř v roce 1953, a to díky půjčce 50 000 belgických franků od svého otce. V témže roce objevil svůj první lék ambucetamid, který byl původně určen proti křečím, přičemž se nakonec ukázalo, že je zvláště účinný pro zmírnění menstruačních bolestí. Tento lék, jenž byl zaveden do praxe, objevil Janssen, když měl pouhých 27 let (což je světový unikát). Roku 1956 opustil univerzitu a založil soukromou farmaceutickou společnost Janssen Pharmaceutica. Největší úspěchy dosáhl Janssen systematickou obměnou struktury pethidinu (meperidinu), u nás známého jako HVLP Dolsin. Náhradou N-methylové skupiny různými arylalkyly a dalšími strukturními modifikacemi byl připraven haloperidol - hlavní zástupce neuroleptik butyrofenonového typu. Jeho incizivní neuroleptické vlastnosti byly objeveny v rámci systematického studia biologické aktivity. Haloperidol a další neuroleptika této skupiny rychle našli uplatnění v různých oborech - od psychiatrie (průlom v léčbě schizofrenie) až po anesteziologii (k indukci neuroleptanalgézie). Obměnou struktury haloperidolu, pak Janssenův pracovní tým vyvinul další neuroleptika butyrofenonové řady a to zejména droperidol (dehydrobenzperidol). Ze strukturních modifikací molekuly pethidinu vzešel i difenoxylát (opioid užívaný k léčbě těžkých průjmů - zajímavé je, že se tento lék dostal i do vesmíru v rámci amerického kosmického programu Apollo). Ovšem největší úspěch na poli syntetických opioidních analgetik dosáhl Janssen až objevem fentanylu - mimořádně účinného opioidního analgetika s krátkým biologickým poločasem. Tento hlavní zástupce derivátů 4-anilidopiperidinu je dodnes užíván a patří k nepostradatelným léčivům (dle seznamu List of World Health Organization Essential Medicines). Další velký Janssenův úspěch bylo objevení etomidátu - intravenózního celkového anestetika zcela nového strukturního typu (nepatří mezi barbituráty). Roku 1961 se jeho firma stala součástí skupiny Johnson & Johnson. V roce 1985 Janssen Pharmaceutica jako první západní farmaceutická společnost postavila farmaceutickou továrnu v Číně. V roce 1995 Jansssen založil Centrum pro molekulární design, které se s pomocí počítačových modelů věnuje hledání léku na AIDS.
On sám získal 22 čestných doktorátů, byl pasován na rytíře a nakonec se stal baronem. Bodoval rovněž v anketách hledajících největšího Belgičana všech dob. Ve vlámské anketě se umístil druhý, v celobelgické třetí.